# Ferrugem
Ferrugem, pseudonimo di Rodrigo Lacerda Ramos, noto anche come Rodrigo (São Bernardo do Campo, 6 ottobre 1980), è un ex calciatore brasiliano, di ruolo centrocampista.

## Palmarès

### Club

#### Competizioni nazionali
- Coppa di Grecia: 1

AEK Atene: 2001-2002
- Coppa Svizzera: 1

Sion: 2010-11

### Nazionale
- Mondiali Under-17: 1

Egitto 1997